# Tour du Venezuela 2012
Le Tour du Venezuela 2012 a lieu du 6 juillet au 15 juillet 2012. Il est inscrit au calendrier de l'UCI America Tour 2012. Il a vu la victoire de l'expérimenté, Miguel Ubeto. Membre de l'échappée qui prend près de quatre minutes au peloton, lors de la deuxième étape, il remporte son premier Tour national à près de 36 ans. Un autre vétéran, Gil Cordovés, 47 ans, s'illustre en remportant lors de la troisième étape sa soixantième victoire dans cette épreuve.

## Équipes
132 coureurs sont au départ de l'épreuve répartis en 22 équipes (17 équipes vénézuéliennes et 5 équipes étrangères).
| Équipes vénézuéliennes                         | Principaux engagés                                                        |
| Gobernación del Zulia                          | Adelso Valero, Eduin Becerra, Manuel Medina, Gil Cordovés, Xavier Quevedo |
| Alcaldía de Maracaibo                          |                                                                           |
| Gobierno de Carabobo                           |                                                                           |
| Fuerza Motors - Transporte Hermanos Moya       | Darwin Urrea                                                              |
| Alcaldía de Valencia                           |                                                                           |
| Lotería del Táchira - Drodínica                | Artur García                                                              |
| Kino Drodínica                                 | John Nava, Enrique Luis Díaz                                              |
| Fundación Nelson Cabrera                       | Fernando Briceño                                                          |
| Alcaldía de Iribarren                          |                                                                           |
| Ejército Bolivariano                           | Franklin Raúl Chacón                                                      |
| Alcaldía de Santiago Mariño                    |                                                                           |
| Fundadeporte Carabobo                          |                                                                           |
| Fegaven (Federación de Ganaderos de Venezuela) |                                                                           |
| PDVSA - Petrocedeño                            |                                                                           |
| IRDEB - Barinas                                |                                                                           |
| F. Playa Grande - Alcaldía de Bermúdez         |                                                                           |
| Mérida - Antonio Pinto Salinas                 |                                                                           |
| Équipes étrangères                             | Principaux engagés                                                        |
| Androni Giocattoli - Venezuela                 | Miguel Ubeto, Jackson Rodríguez, Tomás Gil, Jonathan Monsalve             |
| Boyacá Orgullo de América                      | Juan Pablo Villegas                                                       |
| Sélection de Cuba                              | Arnold Alcolea, Ramón Martin                                              |
| Sélection d'Argentine                          | Maximiliano Richeze                                                       |
| Sélection d'Équateur                           |                                                                           |

## Les étapes
| Étape     | Date       | Villes étapes                         | km    | Vainqueur d'étape   | Leader du classement général |
| 1re étape | 6 juillet  | Circuit dans Maturín                  | 84,5  | Maximiliano Richeze | Maximiliano Richeze          |
| 2e étape  | 7 juillet  | Aragua de Maturín - Cumaná            | 172,7 | Artur García        | Artur García                 |
| 3e étape  | 8 juillet  | Circuit dans Cumaná                   | 87,6  | Gil Cordovés        | Artur García                 |
| 4e étape  | 9 juillet  | Cumaná - Puerto La Cruz               | 88,7  | Xavier Quevedo      | Artur García                 |
| 5e étape  | 10 juillet | Puerto Píritu - Altagracia de Orituco | 168,1 | Jackson Rodríguez   | Artur García                 |
| 6e étape  | 11 juillet | Altagracia de Orituco - Cagua         | 166,1 | Juan Pablo Villegas | Artur García                 |
| 7e étape  | 12 juillet | Tinaquillo - Barquisimeto             | 204,6 | Maximiliano Richeze | Miguel Ubeto                 |
| 8e étape  | 13 juillet | Barquisimeto - San Felipe             | 80,9  | Maximiliano Richeze | Miguel Ubeto                 |
| 9e étape  | 14 juillet | San Felipe - Guacara                  | 135,2 | Juan Pablo Villegas | Miguel Ubeto                 |
| 10e étape | 15 juillet | Circuit dans Caracas                  | 76,5  | Maximiliano Richeze | Miguel Ubeto                 |

## Classements finals

### Classement général
98 coureurs terminent l'épreuve.
| Pos. | Coureur              | Nationalité | Équipe                                   | Temps            |
| ---- | -------------------- | ----------- | ---------------------------------------- | ---------------- |
| 1    | Miguel Ubeto         | Venezuela   | Androni Giocattoli - Venezuela           | 29 h 10 min 29 s |
| 2    | Artur García         | Venezuela   | Lotería del Táchira                      | +12 s            |
| 3    | Adelso Valero        | Venezuela   | Gobernación del Zulia                    | +21 s            |
| 4    | Franklin Raúl Chacón | Venezuela   | Ejército Bolivariano                     | +22 s            |
| 5    | John Nava            | Venezuela   | Kino Drodínica                           | +32 s            |
| 6    | Eduin Becerra        | Venezuela   | Gobernación del Zulia                    | +41 s            |
| 7    | Fernando Briceño     | Venezuela   | Fundación Nelson Cabrera                 | +1 min 07 s      |
| 8    | Maximiliano Richeze  | Argentine   | Sélection argentine                      | +3 min 15 s      |
| 9    | Juan Pablo Villegas  | Colombie    | Boyacá Orgullo de América                | +3 min 48 s      |
| 10   | Darwin Urrea         | Venezuela   | Fuerza Motors - Transporte Hermanos Moya | +3 min 52 s      |

### Classement par points
| Pos. | Coureur             | Nationalité | Équipe                    | Points |
| ---- | ------------------- | ----------- | ------------------------- | ------ |
| 1    | Maximiliano Richeze | Argentine   | Sélection d'Argentine     | 171    |
| 2    | Gil Cordovés        | Venezuela   | Gobernación del Zulia     | 127    |
| 3    | Juan Pablo Villegas | Colombie    | Boyacá Orgullo de América | 119    |

### Classement de la montagne
| Pos. | Coureur        | Nationalité | Équipe                         | Points |
| ---- | -------------- | ----------- | ------------------------------ | ------ |
| 1    | Manuel Medina  | Venezuela   | Gobernación del Zulia          | 15     |
| 2    | Yosvangs Rojas | Venezuela   | Kino Drodínica                 | 9      |
| 3    | Miguel Ubeto   | Venezuela   | Androni Giocattoli - Venezuela | 8      |

### Classement du meilleur jeune
| Pos. | Coureur           | Nationalité | Équipe                   | Temps            |
| ---- | ----------------- | ----------- | ------------------------ | ---------------- |
| 1    | Fernando Briceño  | Venezuela   | Fundación Nelson Cabrera | 29 h 11 min 36 s |
| 2    | Enrique Luis Díaz | Venezuela   | Kino Drodínica           | +3 min 24 s      |
| 3    | Ramón Martin      | Cuba        | Sélection de Cuba        | +7 min 26 s      |